# Carl Wilhelm August Weber
Carl Wilhelm August Weber (* 4. Februar 1871 in Oldenburg; † 17. November 1957 in London) war ein deutscher Bankier und Politiker (NLP, DDP, DStP).

## Leben und Wirken
Nach dem Besuch des Gymnasiums in Oldenburg durchlief Weber von 1889 bis 1892 eine dreijährige Banklehre. Anschließend studierte er Nationalökonomie, Geschichte und Rechtswissenschaften an den Universitäten Berlin, Jena und Marburg. 1895 promovierte er zum Dr. jur.
Nach der einjährigen Zugehörigkeit zum Oldenburgischen Infanterieregiment Nr. 91 trat Weber 1896 als Korrespondent in die Dresdner Bank ein, in der er später zum Prokuristen aufstieg. 1900 übernahm er die Leitung einer sächsischen Provinzbank in Löbau. 1912 siedelte er nach Berlin über, wo er ebenfalls die Leitung einer Bank innehatte.
Während des Ersten Weltkrieges war Weber in der Kriegswirtschaft tätig: Nach dem Krieg übernahm er Aufgaben im Reichswirtschaftsministerium. In der Privatwirtschaft tat er sich als Vorstandsmitglied des Hansa-Bundes für Handel, Gewerbe und Industrie und des Reichsverbandes der Deutschen Industrie sowie als Mitglied der Handelskammer von Berlin hervor.
Weber gehörte in den letzten Jahren der Weimarer Republik dem Vorstand des Reichsverbandes der Deutschen Industrie und des Hansabundes für Handel, Gewerbe und Industrie an. Außerdem war er Präsident des Jute-Industrieverbandes.
Mitte August 1925, am Anbeginn des Niederganges des Stinnes-Imperiums, übernahm er mit einem Konsortium, das er mit dem Berliner Papierindustriellen Walter Salinger anführte, die Deutsche Allgemeine Zeitung zusammen mit der Norddeutschen Buchdruckerei- und Verlags AG für 3 Millionen Mark. Es wurde in der „Rechtspresse“ befürchtet, dass „‚nationalen‘ Kreisen“ die Macht über dieses „wichtige Organ“ entgleiten könne, wenngleich versichert wurde die politische Richtung der Zeitung beizubehalten. Schließlich schwenkte die DAZ mehr und mehr auf einen rechtskonservativ-antirepublikanischen Kurs ein, ähnlich wie Teile der bürgerlichen Mitte im Umfeld der DVP, bei der sich der Voreigner, der Großindustrielle Hugo Stinnes bis zu seinem Ableben 1924 engagierte.
Nach dem Machtantritt der Nationalsozialisten im Frühjahr 1933 musste Weber auf Druck der Gestapo alle seine Ämter in der Wirtschaft niederlegen. 1938 ging er als Emigrant nach Großbritannien. Er ließ sich in London nieder, wo er die Führung der örtlichen Repräsentation der Deutschen Freiheitspartei übernahm und auch im Central European Joint Committee mitwirkte. Hinzu kam publizistisches Engagement gegen die Hitler-Diktatur.
In Deutschland brachte seine Betätigung Weber derweil in das Visier der nationalsozialistischen Überwachungsorgane, die ihn als Staatsfeind einstuften: Im Frühjahr 1940 setzte das Reichssicherheitshauptamt in Berlin Weber auf die Sonderfahndungsliste G.B., ein Verzeichnis von Personen, die im Falle einer erfolgreichen Invasion und Besetzung der britischen Inseln durch die Wehrmacht von den Besatzungstruppen nachfolgenden Sonderkommandos der SS mit besonderer Priorität ausfindig gemacht und verhaftet werden sollten.
1943 gehörte Weber zu den Unterzeichnern des Gründungsaufrufs der Bewegung Freies Deutschland, die er bald danach jedoch aus Protest gegen die Deutschlandpolitik der Sowjetunion und der KPD wieder verließ.
In seinem Buch A New Germany in a New Europe von 1944 plädierte Weber für einen Neuaufbau des Reiches ohne Gebietsverluste, mit staatlicher Wirtschaftsplanung und Mitbestimmung.

## Parteitätigkeit
Von 1907 bis 1911 gehörte Weber dem Reichstag des Kaiserreiches als Abgeordneter für den Reichstagswahlkreis Königreich Sachsen 2 und die Nationalliberale Partei an. Im Dezember 1918 beteiligte sich Weber im Gegensatz zur Mehrheit der Nationalliberalen an der Gründung der Deutschen Demokratischen Partei (DDP). Als diese 1930 nach der Fusion mit dem Jungdeutschen Orden in der Deutschen Staatspartei aufging, ging Weber diesen Weg mit: Von September 1930 bis Juli 1932 saß er für die neue Partei als Abgeordneter im Reichstag, in dem er den Wahlkreis 4 (Potsdam I) vertrat. Während dieser Zeit hatte er den Fraktionsvorsitz der Staatspartei inne.

## Schriften
- Vorträge über die Reichsfinanzreform. Leipzig 1909.
- Krieg und Banken. 1915.
- Wider den Nationalsozialismus. Berlin 1932.
- mit Victor Schiff, Wilhelm Koenen, Irmgard Litten, Arthur Liebert: Germany's Road to Democracy. Drummond. London 1943
- New Germany in a New Europe. London 1945.